# Култ към личността на Путин
Култът към личността на Путин е възвеличаване на политическия и социологически образ на Владимир Путин по аналогия с култа към личността на съветските лидери, както и на Мусолини и Мао Цзедун. Самите власти отричат насаждането на култ към личността на Путин в страната, но според социологически проучвания на „Левада център“ още през 2011 г. всеки четвърти руснак е заявил това.
Изследователите свързват култа към личността на Владимир Путин с идеята за съживяване на миналото на Русия, за да възстанови нейното величие. Желанието да се възстанови Русия като образ на нейното минало обяснява руско-украинската война и продължаващата политическа и икономическа конфронтация на страната със Запада.

## История
Владимир Путин поема президентството на Русия през 2000 г. като свръхмъжествен, решителен и безстрашен лидер, който се стреми да следва стъпките на такива известни владетели като Владимир Ленин и Йосиф Сталин. С идването на Путин на власт висшето ръководство на страната, както и в периода на Сталин, се сблъсква с необходимостта да обедини населението около обща идея.
Пиарите на президента започват да изграждат, от една страна, имидж на силен и смел лидер, от друга, човек, близък до народа. Сред образите на Путин, рекламирани от неговите поддръжници, са православен вярващ, джудист, военачалник и приятел на животните. За да поддържат такъв имидж, руските медии публикуват материали за това как президентът язди, лети в бойни самолети или делтапланери със западносибирски жерави, участва в гасенето на горски пожари и се гмурка за антични амфори. По-късно става известно, че докладите за някои от героизмите на президента са фалшифицирани. Пропагандистите обаче все още наричат Путин „Божия милост“, „бял рицар“ и „пилот“, приравнявайки го на някаква държавна светиня. Президентът демонстрира близостта си с народа чрез използването на жаргон и популярни изрази, демонстративни срещи с избиратели и подаръци на младите хора. Путин, както отбелязват Юлия Хребтан-Хорхагер и Евгения Пятовская, американски експерти по критични културни и международни изследвания, също играе ролята на строг, но грижовен баща за руските граждани. Тъй като потискането на правата на ЛГБТ и приемането на закон, забраняващ домашното насилие в Русия, президентът също така провежда годишни горещи телефонни сесии за справяне със спешните нужди на гражданите.
Подкрепата на населението се обяснява с очакванията на гражданите за подобряване на икономическата ситуация след кризите от 90-те години. Предизборните кампании на Путин се основават не на политически иновации, а на документални филми, посветени на „кандидат номер едно“. Според журналисти подобни действия по федералните канали са обхванали повече от 23,5 милиона зрители на възраст над 18 години. Друг елемент от привлекателността на Путин към руснаците е неговата защита на Русия от Запада. Президентът, между другото, заявява, че е имунизиран срещу критики от Запада и осъжда Запада, особено Съединените щати, за подкрепата на Украйна и икономическите санкции срещу Русия.
С течение на времето неспособността на президента да подобри състоянието на нещата в страната значително повлиява на отношението към неговия образ. Още през 2012 г. експертите започват да говорят за „моралното износване на личността на Путин“. Но през следващите години властите продължават да налагат положително отношение към президента чрез пропаганда. Известно е например изявлението на Дмитрий Кисельов в чест на 60-годишнината на Путин: „По мащаб на своята дейност Путин като политик е сравним сред своите предшественици през 20 век само със Сталин“. Също така ръководителят на страната продължава да бъде възхваляван в литературни произведения, пресконференции с него се излъчват на столичните небостъргачи. За поддържане на имиджа на „магьосник, който решава проблемите на гражданите в ефир“, редовно се провеждат директни линии. Обидите към президента, напротив, са строго потиснати: до 2020 г. са въведени административни и наказателни наказания за това.
Културни и политически фигури, забелязани в агитацията, популяризират образа на президента, като се застъпват за неговото преизбиране. Например през годините отворени писма пишат Никита Михалков и Зураб Церетели, чеченският президент Рамзан Кадиров и бившият кмет на Москва Юрий Лужков.

## Мнения за съществуването на култ към личността
Още през 2001 г., само година след началото на президентството на Путин, информационната агенция Би Би Си изразява мнение за началото на тенденция към развитие на култ към личността на Путин. Като аргументи агенцията цитира кратко описание на телевизионен репортаж на ТВ-6, в който се описва богат избор от портрети на Путин в подземния пасаж на московската метростанция „Парк культуры“ и че придобиването на такъв портрет се счита за „добър вкус“. Освен това Би Би Си се позовава на аналитичен материал на „Общая газета“, който предполага, че топлите чувства към Путин може да се дължат на желанието на населението да съхрани чувството за собствено достойнство. През същата година италианският вестник Кориере дела Сера посвещава отделна публикация на проявите на култа към личността.
Като проява на някои елементи от култа към личността на политика, британският политолог Ричард Саква посочва широко разпространената традиция да се окачват портрети на Путин във всички кабинети на президентската администрация и в много държавни учреждения.
Евгений Кисельов смята, че култът към личността на Путин е успял да се осъществи благодарение на мощна телевизионна пропаганда: „Путин изгради мощен култ към личността си благодарение на държавната телевизия, която безкрайно го показва в благоприятна светлина при всякакви обстоятелства“.
През октомври 2007 г., говорейки на пресконференция за руските регионални медии, президентът на Беларус Александър Лукашенко открива култа към личността на Путин в Русия. След като гледа някои епизоди от неотдавнашния конгрес на Единна Русия, Лукашенко, по думите му, се притеснява, че Русия може да се плъзне в съветските времена, „когато всички скачаха и викаха „Слава на КПСС“. В преглед на британската преса от ноември 2011 г. BBC също прави паралели между стила на управление на министър-председателя и съветския режим, наричайки случващото се „неосъветски култ към личността“. Германският вестник Велт в публикация от 2014 г. отбелязва, че култът към личността на Путин започва да расте с началото на кризата в Украйна и най-вече с анексирането на Крим.
Във френските медии има популярна идея, че руските медии раздухват култа към личността на Путин. Съществуването на такъв култ е посочено от Гидеон Рахман в статия във Файненшъл Таймс.
Темата за култа към личността е многократно засягана от редица политици, политолози и социолози. Политолозите смятат, че населението е преувеличило личните качества на президента, искайки да представи образа на силен владетел. Това възприятие е повлияно от факта, че президентът непрекъснато демонстрира, че активно се вслушва в оплакванията на гражданите и обещава да повлияе на регионалните служители. В резултат на това в страната се е развила система, при която регионалните власти често не отстраняват проблемите на място без инструкции отгоре. Политолозите сравняват образа на Путин в съзнанието на гражданите с „добър цар“, който може да бъде достигнат.

## Проявление
Културни и политически фигури, забелязани в агитацията, популяризират образа на президента, като се застъпват за неговото преизбиране. Например през годините отворени писма пишат Никита Михалков и Зураб Церетели, чеченският президент Рамзан Кадиров и бившият кмет на Москва Юрий Лужков.
През януари 2012 г. иконата на Владимир Путин, намираща се в района на Нижни Новгород в храма на сектата „Възкресенска Рус“, почитаща президента, е актуализирана и започва да мироточи.
През април 2020 г. става известно, че в главния храм на руските въоръжени сили ще има мозаечни изображения на президента Владимир Путин, министъра на отбраната Сергей Шойгу и ръководителя на СССР Йосиф Сталин. Този дизайн на храма се обяснява с традицията.

### В популярната култура
Скоро след като Путин идва на власт, дрехите с негови портрети стават популярни; снимки на президента са поставени в училища и общински институции, в Грозни една от алеите на града е преименувана в негова чест, в съседен Киргизстан – един от планинските върхове. В края на 2000-те години са създадени патриотични младежки организации, които в интернет са наречени „Путинюгенд“.
През 2001 г. „Белый орёл“ записва песента „А в чистом поле“, в което между другото има думите: „И в чистото поле система „Град“! Путин и Сталинград са зад нас!”. През 2002 г. поп групата „Поющие вместе“ издава песента „Такого, как Путин!“. PR специалистите наричат такива прояви на народна подкрепа с термина „путинизъм“, избягвайки съветската концепция за „култ към личността“. През 2015 г. рапърите Саша Чест и Тимати пускат песента „Лучший друг“, посветена на президента.
През 2008 г. булевард „Победа“ в Грозни е преименуван на булевард Владимир Путин. От 2014 г. бижутерската компания Caviar произвежда златни смартфони iPhone 6 с портрета на Владимир Путин. Конгресът на руските общности на Крим обявява набиране на средства за паметник на Владимир Путин в Симферопол, който е предложено да бъде открит за президентските избори през 2018 г. (паметникът не е построен).
Дядя Вова, мы с тобой, песен от 12 май 2017

## Критика на версията за култа
Някои руски политици отричат съществуването на подобен култ. Например Сергей Миронов през 2007 г., отговаряйки на въпросите на Марианна Максимовская, казва, че В. Путин няма да позволи култ към неговата личност: „Това не е култ към личността, въпреки че някои вече изпадат в лудост. Това също го има. И точно това, изпаднало в лудост, което навремето Владимир Путин правилно нарече арогантна каста от бюрократи, утре също толкова лесно ще започне да се кълне във вярност на някой друг. Защото това е нещо, тези бюрократи са най-загрижени за собственото си място, а не за проблемите и не за живота на страната, не за бъдещето на държавата“.
На Всеруския форум на Движението „За Путин!“ през 2007 г. нейните съпредседатели се изказват в духа, че всъщност не подкрепят Путин, а само неговия курс, който при необходимост са готови да критикуват. Въпреки това, ако приемем неприкосновеността на конституцията и че друг човек може да стане президент след изборите, Путин, според тях, трябва да остане национален лидер.
Според самия Путин той не е съгласен със съществуването на култ към неговата личност и смята сравнението със Сталин за неуместно. Според изявлението на Путин, направено през 2010 г. на среща с представители на западната преса, населението на Русия няма да допусне подобна злоупотреба с власт. Но за да се предотврати концентрацията на властта в ръцете на един човек, е необходимо силно гражданско общество.

## Данни от социологически проучвания
Всеруски социологически проучвания на тема „Има ли култ към личността на Путин?“ се провеждат поне от 2004 г. Според данни на Центъра Левада за март 2006 г. 57% от руснаците не са виждали съществуването на култ към личността на Владимир Путин, докато само 10% от анкетираните ясно отбелязват наличието на култ към личността по това време. До октомври 2011 г. първият показател е спаднал до 33%. В същото време към октомври същата година делът на руснаците, които са съгласни с наличието на култ към личността на Путин, нараства до 25%. Делът на руснаците, които виждат предпоставки за появата на култ към личността, се е увеличил от 21% през март 2006 г. до 30% през октомври 2011 г.
През 2014 г. Левада център провежда социологическо проучване за рейтинга на В. Путин и отношението на руснаците към „култа към личността“ на Путин. Според статистиката на центъра 19% смятат, че съществува култ към личността на Путин. 40% от анкетираните говорят за предпоставките, 31% от анкетираните казват, че няма култ към личността. Левада център сравнява отговорите с 2006 г., когато 56% казват, че няма култ, и с 33% през 2011 г.
През 2021 г. една четвърт от руснаците потвърждават съществуването на култ към личността на Путин в Русия. В същото време 40% от респондентите смятат, че президентът изразява интересите на силите за сигурност и олигарсите, други 29% – държавни служители.

## Протести срещу култа към личността на Путин
През октомври 2002 г. 20 души провеждат протест до сградата на администрацията на Санкт Петербург под надслов „Не на култа към личността на Путин“. Путин е поздравен от символични „олигарси“, „представители на властови структури“, „жени на Русия“.
В Челябинск „Другая Россия“ провежда протест срещу култа към личността на Путин. Путин е представен заедно със Сталин на един и същи плакат, протестиращите разпространяват призив срещу Путин.
Кметството на Москва отказва да позволи на Съюза на десните сили да проведе митинг в Деня на народното единство на 4 ноември 2007 г. под мотото „Не на култа към личността на Путин!“.
|  | Тази страница частично или изцяло представлява превод на страницата „Культ личности Путина“ в Уикипедия на руски. Оригиналният текст, както и този превод, са защитени от Лиценза „Криейтив Комънс – Признание – Споделяне на споделеното“, а за съдържание, създадено преди юни 2009 година – от Лиценза за свободна документация на ГНУ. Прегледайте историята на редакциите на оригиналната страница, както и на преводната страница, за да видите списъка на съавторите. ВАЖНО: Този шаблон се отнася единствено до авторските права върху съдържанието на статията. Добавянето му не отменя изискването да се посочват конкретни източници на твърденията, които да бъдат благонадеждни. |